# Łączność DX

Schemat odbicia fal radiowych od jonosfery
1. Ziemia
2. troposfera
3. jonosfera
4. fala powierzchniowa
5. fala jonosferyczna
6. fala troposferyczna

Łączność DX – m.in. w krótkofalarstwie oznacza łączność radiową na daleką odległość, DX to skrót telegraficzny oznaczający "daleki kraj", "dużą odległość". Łączności nawiązywane są za pośrednictwem fali radiowej odbitej od jonosfery w zakresie fal krótkich, zależne od pory dnia i aktywności słonecznej umożliwiają przeprowadzanie łączności na dystansie mierzonym w tysiącach kilometrów.
Długość fali zależy od częstotliwości – im wyższa tym wyżej w atmosferze się zakrzywia bądź odbija. Przy odpowiednim dobraniu częstotliwości pracy i kąta promieniowania, można uzyskiwać zasięg kilkuset km przy mocach znacznie mniejszych niż w zakresie fal długich i średnich.
Łączności przeprowadzane są przez licencjonowanych krótkofalowców w służbie radiokomunikacyjnej amatorskiej na specjalnie wydzielonych przez IARU pasmach częstotliwości zawartych w bandplanie.
Oprócz spraw technicznych związanych z prowadzeniem łączności oraz znajomości języków obcych, niezbędna jest również znajomość slangu radiowego, alfabetu fonetycznego, kodu Q oraz geografii. Warto posiadać mapę, na której można lokalizować położenie geograficzne korespondenta.